# グリシルグリシン
グリシルグリシン(Glycylglycine)はグリシンのジペプチドであり、最も単純なペプチドである。1901年に、塩酸中で2,5-ジケトピペラジン（無水グリシン）を加熱することによって、エミール・フィッシャーとエルネスト・フルノーによって初めて合成された。アルカリ中で攪拌する等、他の合成法も報告されている。
毒性が低いため、pH 2.5-3.8と7.5-8.9の範囲で、生物学実験でのバッファーとして用いられるが、一度溶解させてしまうとあまり安定に貯蔵できない。より複雑なペプチドの合成に用いられる。
グリシルグリシンは、大腸菌中の組換えタンパク質を溶解しやすくすることも報告されている。異なる濃度のグリシルグリシンを用いることで、細胞分解後のタンパク質の安定性が向上することが観察されている。